# Jeff Scott Soto
Jeff Scott Soto (ur. 4 listopada 1965 w Nowym Jorku) – amerykański wokalista. Soto współpracował z takimi wykonawcami jak Yngwie Malmsteen, Axel Rudi Pell, Eyes, Talisman, Takara, Humanimal, Human Clay, Kryst The Conqueror, Redlist, The Boogie Knights oraz Soul Sirkus.

## Dyskografia
| Albumy solowe - Love Parade (1994) - Holding On (EP) (2002) - Prism (2002) - JSS Live at the Gods 2002 (live) (2003) - Live at the Queen Convention 2003 (live) (2004) - Believe in Me (EP) (2004) - Lost in the Translation (2004) - Essential Ballads (2006) - Beautiful Mess (2009) - One Night in Madrid (live) (2009) - Live at Firefest 2008 (2010) - Damage Control (2012) - Retribution (2017) |  | Inne - Kuni - Lookin' for Action (1988, gościnnie) - Dragonne - On Dragon's Wings (1988, gościnnie) - Masi - Attack of the Neon Shark (1989, gościnnie) - Stryper - Against the Law (1990, gościnnie) - Kryst the Conqueror - Deliver Us from Evil (1990, gościnnie) - Yngwie Malmsteen - Inspiration (1996, gościnnie) - Edge of Forever - Feeding the Fire (2004, gościnnie) - Audiovision - The Calling (2005, gościnnie) - Numbers from the Beast: An All Star Salute to Iron Maiden (2005) - Tempestt - Bring 'Em On (2008, gościnnie) - Taka Minamino - AngelWing (2009, gościnnie) - Kuni - Rock (2010, gościnnie) - Wolfpakk - Wolfpakk (2011, gościnnie) - Reign of the Architect - Rise (2013, gościnnie) - Gus G. - I Am the Fire (2014, gościnnie) - Gus G. - Brand New Revolution (2015, gościnnie) - Axel Rudi Pell - Magic Moments (25th Anniversary Special Show) (2015, gościnnie) |